# Ragnar Ache
Ragnar Ache, né le 28 juillet 1998 à Francfort-sur-le-Main en Allemagne, est un footballeur allemand qui évolue au poste d'avant-centre au 1. FC Cologne.

## Biographie

### Sparta Rotterdam
Né à Francfort-sur-le-Main en Allemagne, Ragnar Ache est formé aux Pays-Bas, au Sparta Rotterdam. Il joue son premier match en professionnel le 4 avril 2017 face au SC Heerenveen, lors d'une journée d'Eredivisie de la saison 2016-2017. Son équipe s'incline par trois buts à zéro ce jour-là (1-1). Le 25 août de la même année Ache inscrit ses deux premiers buts en professionnel lors du match nul face au NAC Breda en championnat (2-2).

### Eintracht Francfort
Le 3 janvier 2020, Ragnar Ache signe en faveur de l'Eintracht Francfort pour un contrat courant jusqu'en juin 2025. Le transfert prend effet à l'été 2020. Il joue son premier match sous ses nouvelles couleurs le 25 septembre 2020, lors d'une rencontre de Bundesliga face au Hertha Berlin. Il entre en jeu à la place de Bas Dost lors de cette rencontre remportée par son équipe sur le score de trois buts à un. Il inscrit son premier but pour Francfort le 22 mai 2021, lors de la dernière journée de championnat face au SC Fribourg. Il entre en jeu à la place de Daichi Kamada ce jour-là et participe avec son but à la victoire de son équipe (3-1 score final).

### Greuther Fürth
Le 14 juin 2022 est annoncé le transfert de Ragnar Ache à Greuther Fürth. Le joueur est prêté pour une saison par l'Eintracht Francfort.

### FC Kaiserslautern
Le 25 juillet 2023, Ragnar Ache s'engage en faveur d'un autre club de deuxième division allemande, le FC Kaiserslautern.
Ache marque son premier but pour Kaiserslautern dès son premier match pour le club, le 29 juillet 2023 contre le FC St. Pauli, lors de la première journée de la saison 2023-2024 de deuxième division allemande. Buteur après son entrée en jeu, il ne peut empêcher la défaite de son équipe par deux buts à un.

### En équipe nationale
Le 17 novembre 2019, Ragnar Ache joue son premier match avec l'équipe d'Allemagne espoirs, lors d'une rencontre amicale face à la Belgique. Il entre en jeu ce jour-là et inscrit également son premier but, ce qui n'empêche pas son équipe de s'incliner par trois buts à deux.

### Vie personnelle
Ragnar Ache est né d'un père allemand et d'une mère ghanéenne.

## Palmarès
Eintracht Francfort
- Ligue Europa (1) :
  - Vainqueur : 2022.